# Storkowo (gromada)
Storkowo (od 1 I 1962 Ińsko) – dawna gromada, czyli najmniejsza jednostka podziału terytorialnego Polskiej Rzeczypospolitej Ludowej w latach 1954–1972.
Gromady, z gromadzkimi radami narodowymi (GRN) jako organami władzy najniższego stopnia na wsi, funkcjonowały od reformy reorganizującej administrację wiejską przeprowadzonej jesienią 1954 do momentu ich zniesienia z dniem 1 stycznia 1973, tym samym wypierając organizację gminną w latach 1954–1972.
Gromadę Storkowo z siedzibą GRN w Storkowie utworzono – jako jedną z 8759 gromad na obszarze Polski – w powiecie stargardzkim w woj. szczecińskim na mocy uchwały nr V/50/54 WRN w Szczecinie z dnia 5 października 1954. W skład jednostki weszły obszary dotychczasowych gromad Granica, Orzechy, Storkowo, Studnica i Wierzchucice ze zniesionej gminy Storkowo w tymże powiecie (czyli w praktyce cała gmina Storkowo). Dla gromady ustalono 10 członków gromadzkiej rady narodowej.
1 stycznia 1958 z gromady Storkowo wyłączono południowo-wschodnie tereny wsi Studnica i Ziemsko o powierzchni 2594 ha, włączając je do gromady Mielenko Drawskie w powiecie drawskim w woj. koszalińskim.
1 stycznia 1962 gromadę zniesiono w związku z przeniesieniem siedziby GRN ze Storkowa do Ińska i zmianą nazwy jednostki na gromada Ińsko.